# Bembidion actuarium
Bembidion actuarium es una especie de escarabajo del género Bembidion, familia Carabidae. Fue descrita científicamente por Broun en 1903.
Habita en Nueva Zelanda.